# Uzi Even
Uzi Even (hebrejsky: עוזי אבן) je izraelský vědec, politik a bývalý poslanec Knesetu za stranu Merec.

## Biografie
Narodil se 18. října 1940 v Haifě. Sloužil v izraelské armádě, kde dosáhl hodnosti Lieutenant Colonel (Sgan Aluf) a kde působil v centru nukleárního výzkumu. Bakalářský a magisterský titul získal v oboru chemie na Technionu, doktorát z chemie obdržel na Telavivské univerzitě. Pracoval pak jako profesor chemie. Hovoří hebrejsky a anglicky.

## Politická dráha
Působil jako vědecký pracovník se 167 odbornými články publikovanými v zahraničních periodikách.
V izraelském parlamentu zasedl po volbách v roce 1999, v nichž kandidoval za stranu Merec. Mandát ale získal až dodatečně v říjnu 2002 jako náhradník po rezignaci poslance Amnona Rubinsteina. Do činnosti Knesetu se zapojil jako člen výboru pro záležitosti vnitra a životního prostředí. Stal se vůbec prvním homosexuálně orientovaným poslancem Knesetu. Ve volbách v roce 2003 mandát neobhájil.